# أولي ليندهولم
أولي ليندهولم (بالفنلندية: Olli Lindholm)‏ (19 مارس 1964 في بوري - 12 فبراير 2019 في تامبيري) مغني، وعازف قيثارة من فنلندا.

## روابط خارجية
- أولي ليندهولم على موقع IMDb (الإنجليزية)
- أولي ليندهولم على موقع ميوزك برينز (الإنجليزية)
- أولي ليندهولم على موقع أول ميوزيك (الإنجليزية)
- أولي ليندهولم على موقع ديسكوغز (الإنجليزية)
- أولي ليندهولم على موقع قاعدة بيانات الفيلم (الإنجليزية)